# Michele Chirico
Michele Chirico (Bari, 22 agosto 1940 – Modena, 13 dicembre 1983) è stato un calciatore italiano, di ruolo difensore.

## Carriera
Cresciuto nel Modena, nel quale vinse il campionato di Serie C 1960-1961, passò alla Roma, con cui giocò 3 partite nell'ambito della Coppa dell'Amicizia.
Ritornò poi a Modena, giocando due stagioni in Serie A e due in Serie B.

## Palmarès

### Club

#### Competizioni nazionali
- Serie C: 1

Modena: 1960-1961